# Henry Gough-Calthorpe (1er baron Calthorpe)
Henry Gough-Calthorpe, 1er baron Calthorpe (1er janvier 1749 - 16 mars 1798), connu jusqu'en 1796 sous le nom d'Henry Gough, 2e baronnet, est un homme politique britannique qui siège à la Chambre des Communes de 1774 à 1796 puis obtient une pairie.

## Biographie
Il est le fils de Henry Gough (1er baronnet), de sa première épouse Barbara Calthorpe, fille de Reynolds Calthorpe du Hampshire. Le 8 juin 1774, il hérite du titre et des domaines de son père.
Lors des élections générales de 1774, il est élu député de Bramber, un arrondissement pourri contrôlé par sa famille. Il est réélu à nouveau en 1780 et 1784. Il prend le nouveau nom de famille de Calthorpe par licence royale en 1788 en héritant des domaines de son oncle maternel, Henry Calthorpe. Il est réélu à nouveau pour Bramber en 1790. Le 16 janvier 1796, il est créé baron Calthorpe, de Calthorpe dans le comté de Norfolk, dans la Pairie de Grande-Bretagne, et cède son siège à la Chambre des communes.

## Famille
Le 1er mai 1783, il épouse Frances Carpenter, deuxième fille et cohéritière du général Benjamin Carpenter (général) (en). Ils ont huit enfants:
- Henry Gough-Calthorpe (24 janvier 1784 - 4 novembre 1790)
- Charles Gough-Calthorpe, 2e baron Calthorpe (1786–1807)
- George Gough-Calthorpe, 3e baron Calthorpe (1787–1851)
- Frederick Gough-Calthorpe plus tard Frederick Gough, 4e baron Calthorpe (1790–1868)
- John Gough-Calthorpe (5 mai 1793 - 10 juin 1816)
- Arthur Gough-Calthorpe (14 novembre 1796 - 5 mars 1836)
- Frances Elizabeth Gough-Calthorpe (c. 1785 - 2 septembre 1868)
- Harriet Gough-Calthorpe (décédée le 12 février 1813)

Son fils aîné l'ayant précédé dans la tombe, il est remplacé par ses trois fils suivants.